# آگوری سوزوکی
آگوری سوزوکی (انگلیسی: Aguri Suzuki؛ زاده ۸ سپتامبر ۱۹۶۰) اتوموبیل‌ران فرمول ۱ اهل ژاپن است.